# Islotes Perez
Die Islotes Perez sind eine kleine Inselgruppe in der Marguerite Bay vor der Fallières-Küste des Grahamlands auf der Antarktischen Halbinsel. Sie liegt nordöstlich des Guyer Rock.
Argentinische Wissenschaftler benannten sie. Der Namensgeber ist nicht überliefert.